# Konsulat Generalny Rzeczypospolitej Polskiej w Montrealu
Konsulat Generalny Rzeczypospolitej Polskiej w Montrealu (fr. Consulat Général de la République de Pologne à Montréal, ang. Consulate General of the Republic of Poland in Montreal) – polska misja konsularna w Montrealu w Kanadzie.

## Historia
Na początku XX wieku Montreal był handlową i finansową metropolią Dominium Kanady, dokąd docierało wielu imigrantów z terenów polskich. Konsulat RP w Montrealu otwarto 15 grudnia 1919 jako pierwszą polską placówkę w Kanadzie. Początkowo mieściła się pod dwoma adresami (506 Sherbrooke Street, WEst oraz St. Antoine Street 207). Skład placówki tworzyło wówczas czterech dyplomatów, siedmiu urzędników kontraktowych, kasjer, buchalter, pomocnik attaché emigracyjnego, archiwista i maszynistka. Okręg konsularny objął prowincje: Nova Scotia, New Brunswick, Prince Edward Island, Quebec i Ontario. W 1924 kompetencja terytorialna objęła całą Kanadę po tym, jak zamknięto placówkę w Winnipeg (w 1928 została ona reaktywowana). W 1927 urząd przeniósł się pod adres 1490 Mackay St. Po przeniesieniu urzędu konsularnego do Ottawy w 1933, placówka w Montrealu zmieniła status na konsulat honorowy kierowany przez wicekonsula Józefa Marlewskiego. W 1935 Marlewski został odwołany do Warszawy, a stanowisko w marcu 1935 objął Władysław Kicki. 5 stycznia 1937 podniesiono placówkę do klasy Konsulatu RP w Montrealu. W latach 1938–1945 siedziba placówki mieściła się w budynku przy 1410 Stanley Street. Okręg konsularny obejmował prowincje: Quebec, New Brunswick, Nova Scotia, Prince Edward Island i New Founland.
31 lipca 2014 Konsulat Generalny RP w Montrealu został zdegradowany do klasy konsulatu. 16 lutego 2018 ponownie podniesiono go do klasy Konsulatu Generalnego RP w Montrealu.

## Kierownicy Konsulatu
- 1919–1922 – Józef Okołowicz
- 1922–1931 – Michał Straszewski
- 1931–1933 – Jerzy Adamkiewicz
- 1933–1935 – Józef Marlewski
- 1935–1938 – Władysław Kicki
- 1938–1939 – Tadeusz Brzeziński
- 1939–1942 – Wiktor Józef Podoski
- do 1949 – Tadeusz Rakowski
- po 1956 – Wojciech Kętrzyński
- 1966–1972 – Lucjan Piątkowski
- 1977–1980 – Jan Mariański
- 1980–1985 – Bogusław Miernik
- 1988–19?? – Wacław Tomkowski[12]
- 1992–1996 – Małgorzata Dzieduszycka-Ziemilska
- 1996–2000 – Dobromir Dziewulak
- 2000–2004 – Witold Spirydowicz[13]
- 2004–2008 – Włodzimierz Zdunowski[13]
- 2009–2012 – Tadeusz Żyliński[13]
- 2012–2014 – Andrzej Szydło[14]
- ok. 2015 – Przemysław Jenke(inne języki) (p.o.)[15]
- 2016–2018 – Michał Faleńczyk[16]
- 2018–2023 – Dariusz Wiśniewski
- 2023–2024 – Michał Sarnicki
- od 2024 – Izabela Fabjańska-Potapczuk

## Okręg konsularny
Okręg konsularny Konsulatu RP w Montrealu obejmuje prowincje:
- Nowa Fundlandia i Labrador
- Nowa Szkocja
- Nowy Brunszwik
- Quebec
- Wyspa Księcia Edwarda.

Pozostałe części Kanady obsługiwane są przez Referat Konsularny Ambasady RP w Ottawie lub przez jeden z dwóch pozostałych konsulatów generalnych RP w tym państwie.